# Pamandzi
Ne pas confondre avec l'île appelée Pamanzi.
Pamandzi est une commune française située dans le département et région d'outre-mer de Mayotte. Elle est située sur la partie sud de l'île de Petite-Terre.
Ses habitants sont appelés les Pamandziens.
Avec la commune de Dzaoudzi, elle est l'une des deux seules communes de cette île.
En 2017, la commune comptait 11 442 habitants, ce qui en fait la septième ville de Mayotte.

## Géographie

### Localisation
La commune de Pamandzi se compose de la moitié sud de l'île de Petite-Terre, la moitié nord formant la commune de Dzaoudzi.
Pamandzi présente la particularité d'être composée d'un seul « Village (Mayotte) » (cas unique sur Mayotte). C'est généralement par Pamandzi que le touriste commence sa découverte de Mayotte car c'est la localité où se trouve l'aéroport international de Mayotte (code AITA : DZA).
Par les hauteurs de la Vigie, ancien point de guet, on peut observer au large vers l'est, l'arrivée des bateaux venant de Madagascar. Lorsqu'on regarde par l'ouest, on peut voir la rade de Dzaoudzi et plus loin la ville de Mamoudzou.
L'île de Petite-Terre est située à l'est du département de Mayotte. Elle est distante de 1 410 km au nord-ouest de Saint-Denis, (La Réunion) et de 8 040 km au sud-est de Paris.

### Climat
Le climat y est de type tropical comme sur toute l'île.
Pour des statistiques, voir la fiche climatologique à l'aéroport par Météo France.

## Urbanisme

### Typologie
Pamandzi est une commune urbaine, car elle fait partie des communes denses ou de densité intermédiaire, au sens de la grille communale de densité de l'Insee,,,. Elle appartient à l'unité urbaine de Dzaoudzi, une agglomération intra-départementale regroupant 2 communes et 29 273 habitants en 2017, dont elle est une commune de la banlieue,.
Par ailleurs la commune fait partie de l'aire d'attraction de Mamoudzou, dont elle est une commune de la couronne. Cette aire, qui regroupe 17 communes, est catégorisée dans les aires de 200 000 à moins de 700 000 habitants,.
La commune, bordée par l'océan Indien au sud-est et au sud-ouest, est également une commune littorale au sens de la loi du 3 janvier 1986, dite loi littoral. Des dispositions spécifiques d’urbanisme s’y appliquent dès lors afin de préserver les espaces naturels, les sites, les paysages et l’équilibre écologique du littoral, par exemple le principe d'inconstructibilité, en dehors des espaces urbanisés, sur la bande littorale des 100 mètres, ou plus si le plan local d’urbanisme le prévoit,.

## Histoire
Les plus anciennes traces de peuplement de Pamandzi remontent au VIIIe siècle. Les premiers habitants seraient des bantous originaires d’Afrique de l’Est. Omniprésent, l’islam millénaire à Mayotte, a la particularité d’être africain et tolérant.
À partir du XIIIe siècle, l’île entre sous l’influence de clans venus de la côte swahilie et sudarabique. Puis au XVIe siècle, des migrants shiraziens établissent sur l’île des sultanats. Une grande division va régner sur l’archipel des Comores. C’est l’époque des « sultans batailleurs » puis des invasions malgaches. Andriantsouli, ancien roi Sakalave originaire de Nosy Bé, converti à l’islam, qui s’est proclamé sultan de l’île, cède Mayotte à la France le 25 avril 1841. Un odonyme local (« Rue du 25-Avril ») rappelle cet événement.

## Politique et administration

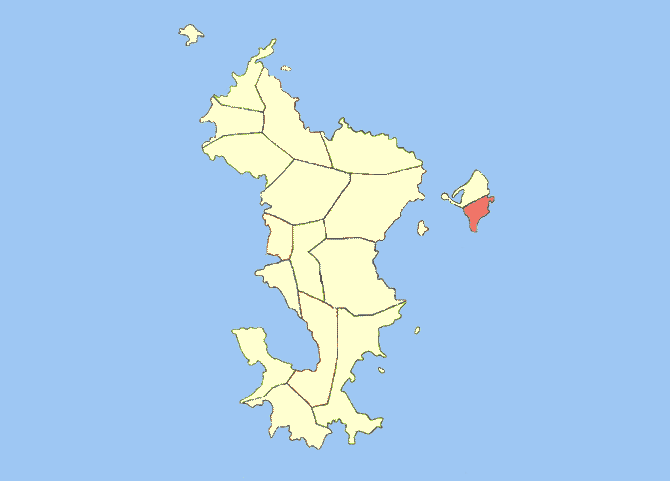
Carte administrative de Mayotte.

### Découpage territorial
Pamandzi abrite le siège de la gendarmerie nationale française, un centre de rétention administrative (CRA) d'une capacité de 60 places. Elle est toutefois régulièrement dépassée, et le centre a accueilli jusqu'à 220 personnes.

### Élections municipales et communautaires
| Période                                  | Période                  | Identité           | Étiquette | Qualité                                                                              |
| ---------------------------------------- | ------------------------ | ------------------ | --------- | ------------------------------------------------------------------------------------ |
| Les données manquantes sont à compléter. |                          |                    |           |                                                                                      |
| juin 1995                                | mars 2001                | Fadul Ahmed Fadul  |           | Professeur de physique-chimie Conseiller général du canton de Pamandzi (2004 → 2011) |
| mars 2001                                | mars 2008                | Issiaka Said       |           |                                                                                      |
| mars 2008                                | mars 2014                | Ramlati Ali        | PS        | Médecin                                                                              |
| mars 2014                                | février 2017 (démission) | Mahafourou Saïdali | DVG       | Fonctionnaire territorial                                                            |
| 19 février 2017                          | juillet 2020             | Siaka Hamidou      | DVG       | Technicien de la DEAL                                                                |
| juillet 2020                             | En cours                 | Madi Madi Souf     | MDM       | Ancien cadre                                                                         |

## Équipements et services publics

### Enseignement
La commune de Pamandzi dispose de plusieurs établissements publics et privés : un lycée (le lycée de Peite-Terre), un collège, cinq écoles primaires, trois écoles maternelles, une école PPF, une école associative et une crèche (la seule de Petite Terre).

## Population et société

### Démographie
L'évolution du nombre d'habitants est connue à travers les recensements de la population effectués dans la commune depuis 1978. À partir de 2006, les populations légales des communes sont publiées annuellement par l'Insee, mais la loi relative à la démocratie de proximité du 27 février 2002 a, dans ses articles consacrés au recensement de la population, instauré des recensements de la population tous les cinq ans en Nouvelle-Calédonie, en Polynésie française, à Mayotte et dans les îles Wallis-et-Futuna, ce qui n’était pas le cas auparavant. Pour la commune, le premier recensement exhaustif entrant dans le cadre du nouveau dispositif a été réalisé en 2002, les précédents recensements ont eu lieu en 1978, 1985, 1991 et 1997.
En 2017, la commune comptait 11 442 habitants, en augmentation de 15,67 % par rapport à 2012
| 1978  | 1985  | 1991  | 1997  | 2002  | 2007  | 2012  | 2017   |
| ----- | ----- | ----- | ----- | ----- | ----- | ----- | ------ |
| 2 832 | 4 106 | 5 370 | 7 040 | 7 510 | 9 077 | 9 892 | 11 442 |

### Sports et loisirs

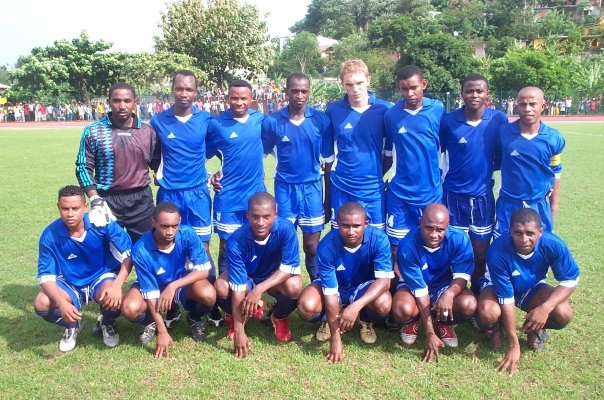
L'équipe du Pamandzi SC avant la finale de la Coupe de Mayotte 2005.

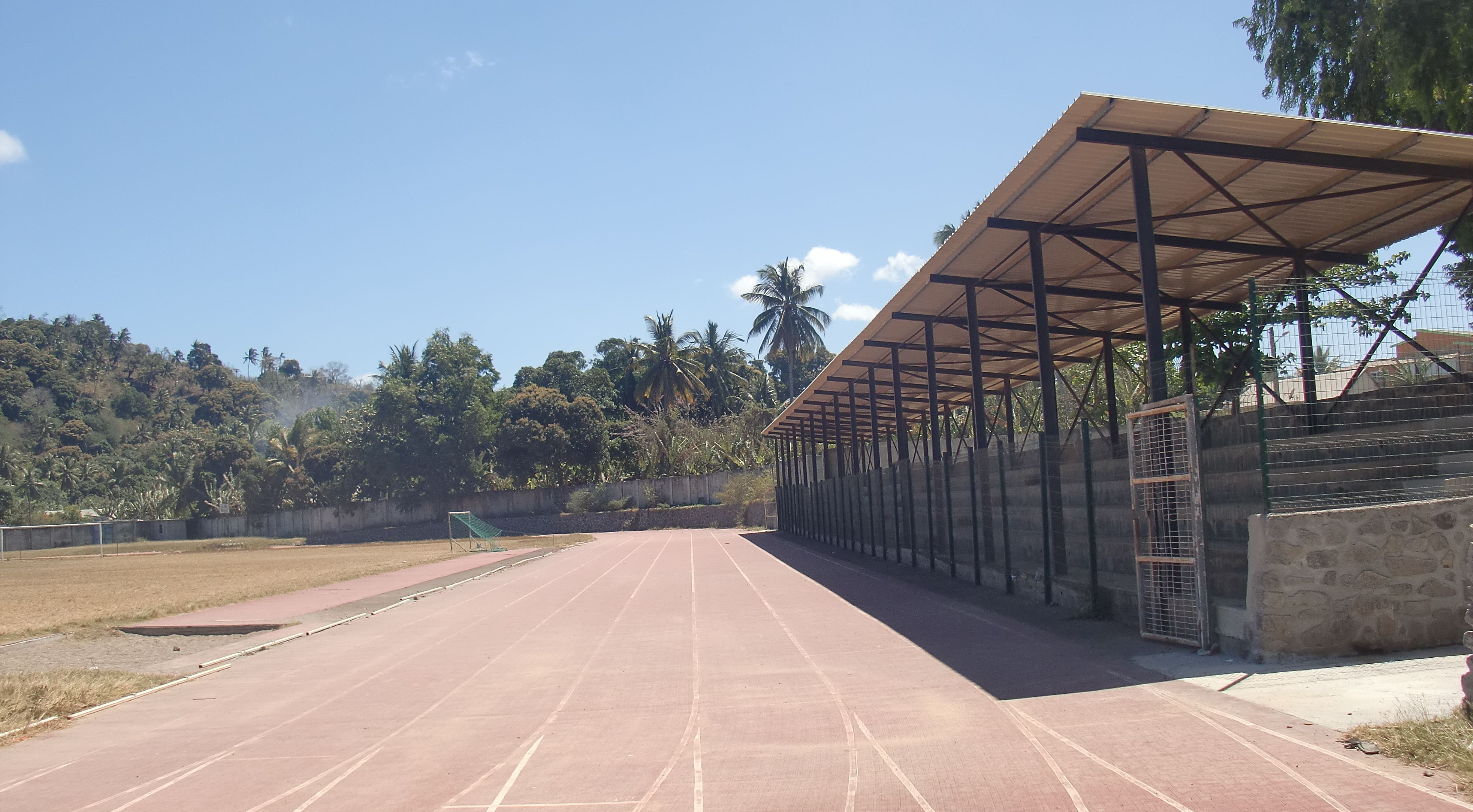
Le stade de Pamandzi en 2010.

Pamandzi est reconnu sur toute l'ile par les nombreux exploits des équipes sportives de la localité.
Le basket est le sport principal, trois équipes portent les couleurs de la ville dans les différentes compétitions locales et régionales : Jeux d'Afrique de Pamandzi, Jeunesse Canon 2000 et Rapid Éclair.
Le football n'est pas en reste, l'équipe phare de la municipalité est le Pamandzi Sporting Club, une fusion des deux équipes du football locales, Volcan et Olympic club de Pamandzi. Ces deux clubs ont remporté énormément de titres dans toutes les compétitions locales et régionales. Le PSC a connu une période de succès au début des années 2000 sous la direction d'Abidi Massoundi, le sélectionneur actuel de Mayotte (vice-champion Mayotte 2004, vainqueur coupe de Mayotte 2004, vainqueur coupe de France régionale et participation 7e tour la compétition 2002 et 2003).
Enfin, l'Office municipal des sports reçoit gratuitement chaque après-midi tous les jeunes qui le souhaitent au sein de son école multisports.

## Économie

### Agriculture et pêche
À Pamandzi, l'agriculture et la pêche sont des activités traditionnelles et familiales, représentant un moyen d'autosuffisance alimentaire ou un complément de revenu.
Les cultures vivrières sont prépondérantes et assurent la consommation alimentaire de la cellule familiale. La banane est la plus cultivée avec le manioc. Le cocotier est également très présent dans le paysage agricole de Pamandzi. Les producteurs de coco possèdent en moyenne une vingtaine de cocotiers.
Pamandzi dispose d’un important potentiel dans le secteur de la pêche. Deux types de pêche coexistent : une pêche industrielle thonière (ce sont plus des thoniers étrangers qui viennent pêcher dans les eaux de la municipalité) parmi les plus modernes, et une pêche artisanale, rudimentaire et en grande partie vivrière. Le secteur de l'aquaculture tend à se développer.

### Transports
Le réseau routier de la commune tend à se développer et se moderniser (boulevard Charles-de-Gaulle, route nationale (RN 4), afin de faciliter les flux de circulation entre l'aéroport (Pamandzi) et la barge (Dzaoudzi).
Pamandzi abrite sur son territoire le seul aéroport de Mayotte, l'Aéroport de Dzaoudzi-Pamandzi. Son trafic continue de s’intensifier et a enregistré 256 000 passagers (hors transit) sur l’année 2009. Le nombre de passagers en transit à Pamandzi a également augmenté, passant à 14 429. Avec la rénovation de l'aérogare et le projet d'allongement de la piste, le trafic tend à augmenter.

### Tourisme
Pamandzi dispose d’un potentiel touristique naturel (lagon, montagnes, culture, histoire, etc.), mais qui doit encore être valorisé[réf. nécessaire]. Par ailleurs, dans le cadre de l’expansion de l’écotourisme (ou tourisme vert), la découverte de l’arrière pays et de sa végétation mériterait d’être développée[réf. nécessaire].
Des sorties en ULM (départ depuis l'aéroport) existent pour découvrir la commune et l'île de façon globale en hauteur.

## Culture locale et patrimoine

### Lieux et monuments
- Les locaux de l'Association de jeunes de Pamandzi (AJP).
- La station Mayotte 1re, anciennement RFO.
- Le complexe sportif de Pamandzi (stade de football, gymnase, terrain de tennis, piste d'athlétisme).
- Cimetière musulman (route nationale).
- Cimetière chrétien (en face de la station service).

### Personnalités liées à la commune
- Zéna M’Déré (1917-1999), née dans la commune, elle fut à la tête d'une armée de chatouilleuses, qui ont lutté pour que Mayotte reste française.